# Casa de les Aigües (Montcada i Reixac)
La Casa de les Aigües és una antiga estació d'extracció i bombeig d'aigües subàlvies del Besòs per a l'abastiment d'aigua potable per a la ciutat de Barcelona. Es troba a Montcada i Reixac (Vallès Occidental) i està catalogada com a bé cultural d'interès local.

## Història
Al llarg del segle xix, les prolongades sequeres que feien minvar el cabal d'abastament d'aigua a Barcelona, provocaven grans perjudicis a la població. Per tal de solucionar aquests problemes, l'Ajuntament de Barcelona va fer construir, prop del Besòs, una planta per a la captació i tractament de cabals subterranis, segons el projecte de l'arquitecte municipal Antoni Rovira i Trias. Es varen perforar uns pous i s'instal·laren ginys elevadors i, el dia 21 de juny de 1878 s'inaugurà solemnement la instal·lació amb l'assistència de les primeres autoritats de la província i dels municipis de Montcada i Barcelona.
L'estació va estar en funcionament fins al 1987 i comptava amb una màquina de vapor per a bombar l'aigua.

## Descripció
Conjunt de tres edificis aïllats, una xemeneia i altres construccions annexes, voltats de jardí i delimitats per una tanca. El recinte és allargat, té dos accessos pels extrems, i ocupa una superfície de 4.320 m².
L'edifici principal, situat al mig del solar, conté els pous, les bombes, calderes i la màquina de vapor. La planta fa forma de té i consta de planta baixa i coberta composta de teula plana d'encaix i carener de cavallets. Els murs són de maó vist i la coberta és d'encavallades metàl·liques d'uns 5 m de llum i jàsseres de gelosia. Les façanes laterals presenten nombroses finestres d'arc escarser emmarcades per pilastres coronades a la teulada per boles de pedra. La part baixa del parament està formada per un sòcol de pedra a l'exterior i un arrambador de trencadís a l'interior. En l'eix de simetria s'intersecciona amb un cos perpendicular que s'expressa en la façana amb un frontó esglaonat.
Els tres pous que s'obren a l'interior estan protegits per baranes de ferro forjat. A la part central hi ha una gran inscripció commemorativa de l'obertura de les instal·lacions, amb dos àngels i l'escut de Barcelona en relleu. Al darrere del cos central hi ha tres calderes i dues màquines de vapor verticals. Destaca la presència d'unes columnes estriades de ferro colat i capitell daurat.
Per sota terra comunica amb la xemeneia de base quadrada, de fust tronco-piramidal hexagonal.
L'edifici del sobreeixidor és de planta irregular, consta de semisoterrani i baixos. La coberta és a dues aigües. Les façanes segueixen el mateix esquema que l'edifici principal, però en dimensions més petites. La coberta està formada per una jàssera de gelosia que descansa en un pilar central de ferro colat, que en arribar al terra es converteix en un seient semicircular cobert de ceràmica en forma de trencadís.
Un altre edifici és l'habitatge del maquinista i guarda de les instal·lacions i una gran sala de reunions que sembla una torre d'estiueig. Té planta de creu grega, dues plantes i golfa amb coberta de fibrociment i torratxa de quatre plantes, també amb coberta composta amb escames i cresteria. L'estructura és de murs de càrrega i sostres de bigues metàl·liques laminades i revoltó de rajola; la coberta és d'encavallades, jàsseres i bigues de fusta. El portal és d'arc de mig punt amb una terrassa tancada amb fusta i un balcó sota coberta. A cada banda del cos central hi ha dues finestres d'arc escarser. El revestiment és d'estuc de calç i imita carreus, sòcols i cornises.
Hi ha també un dipòsit d'aigua elevat de planta rodona, maó vist i coberta cònica.